# Божидар Савићевић
Божидар Савићевић (Крушевац, 17. јануар 1925 — Београд, 25. јануар 2003) био је српски позоришни и телевизијски глумац.

## Биографија
Божидар Савићевић је рођен у Крушевцу, 17. јануара 1925. године. Глумом је почео да се бави 1948. године. Играо је у народном позоришту у Крушевцу и народном позоришту у Нишу, а затим у Београдском драмском позоришту у Београду.
Популарност је стекао улогом Калче у представи „Ивкова слава“ коју је одиграо 1965. године.
Био је ожењен глумицом Радмилом Савићевић. Сахрањен је у Алеји заслужних грађана на Новом гробљу у Београду.

## Филмографија
| Год.     | Назив                         | Улога                  |
| -------- | ----------------------------- | ---------------------- |
| 1970.-те |                               |                        |
| 1972.    | Грађани села Луга             | Богосав                |
| 1973.    | Позориште у кући              | Мишко                  |
| 1974.    | Реквијем за тешкаша           | Бармен Чарли           |
| 1975.    | Суђење (ТВ)                   | Џон Хоган              |
| 1975.    | Андесонвил - Логор смрти (ТВ) | Др. Џон Бејтс          |
| 1975.    | Отписани                      | Марко                  |
| 1976.    | На путу издаје                | Капетан краљеве војске |
| 1978.    | Повратак отписаних            | Марко                  |
| 1978.    | Трен                          | старац                 |
| 1980.-те |                               |                        |
| 1981.    | Краљевски воз                 | Кондуктер              |
| 1981.    | Светозар Марковић (ТВ серија) |                        |
| 1981.    | Војници (ТВ серија)           | грађанин               |
| 1984.    | Бањица (ТВ серија)            |                        |
| 1984.    | Војници                       | грађанин               |
| 1988.    | Шта радиш вечерас             | Јовкетов отац          |
| 2000.-те |                               |                        |
| 2000.    | Сенке успомена                | Бакалин                |
| 2001.    | Она воли Звезду               |                        |